# نظام بواقي الأعداد
نظام بواقي الأرقام (RNS) هو نظام عد تٌمثَلُ فيه الأعداد الصحيحة على أساس قيمهم المُقاسة من طرف عدة أعداد أولية نسبيا صحيحة تسمى النماذج (moduli). هذا التمثيل ممكن بواسطة مبرهنة الباقي الصيني، التي تؤكد أنه إذا كان N هو حاصل ضرب النماذج، فهناك، في مجال فاصل طوله N ، عدد صحيح واحد بالضبط له أي مجموعة معينة من القيم المعيارية. يُطلق على حسابيات نظام بواقي الأرقام أيضًا اسم الحساب متعدد المعيارية (multi-modular arithmetic) .

## تعريف
يتم تعريف نظام بواقي الأرقام  من خلال مجموعة من الأعداد الصحيحة 
{\displaystyle \{m_{1},m_{2},m_{3},\ldots ,m_{k}\}}
تسمى النماذج، والتي من المفترض عمومًا أن تكون أزواج من الأعداد الأولية فيما بينها (أي أن أي اثنين منهما لهما قاسم مشترك أكبر يساوي واحدًا). تم تحديد أنظمة بواقي الأعداد للأعداد غير الأولية فيما بينها، ولكن لا يتم استخدامها بشكل واسع بسبب خصائصها.

يتم تمثيل عدد صحيح {\displaystyle x} في نظام بواقي الأعداد من خلال مجموعة بواقيه 
{\displaystyle \{x_{1},x_{2},x_{3},\ldots ,x_{k}\}}
تحت خوارزمية أقليدس بالنماذج. أي أن 
{\displaystyle x_{i}=x\operatorname {mod} m_{i}}
و
{\displaystyle 0\leq x_{i}<m_{i}}
لكل {\displaystyle i}.

## العمليات الحسابية
لجمع أو طرح أو ضرب الأعداد المُمثلة بواسطة نظام بواقي أعداد، يكفي إجراء نفس العملية المعيارية على كل زوج من البواقي. بتعبير أدق، إذا كانت
{\displaystyle [m_{1},\ldots ,m_{k}]}
هي قائمة النماذج، فيمكن تمثيل مجموع عددين صحيحين {\displaystyle x} و {\displaystyle y} على التوالي بالبواقي {\displaystyle [x_{1},\ldots ,x_{k}]} و {\displaystyle [y_{1},\ldots ,y_{k}]}، {\displaystyle z} هو عدد صحيح مُمَثل كالآتي {\displaystyle [z_{1},\ldots ,z_{k}]}، بحيث 
{\displaystyle z_{i}=(x_{i}+y_{i})\operatorname {mod} m_{i}}
لكل {\displaystyle i} بحيث {\displaystyle 1\leq i\leq k}. يتم تعريف الطرح والضرب بشكل مماثل.

## التطبيقات
نظام بواقي الأعداد له تطبيقات في مجال الحساب الرقمي للكمبيوتر. من خلال تفكيك عدد صحيح كبير إلى مجموعة من الأعداد الصحيحة الأصغر، يمكن إجراء عملية حسابية كبيرة كسلسلة من العمليات الحسابية الأصغر التي يمكن إجراؤها بشكل مستقل.